# Marcela
Marcela – imię żeńskie, odpowiednik imienia męskiego Marceli.
Dwie święte katolickie o tym imieniu: św. Marcela Rzymianka i św. Marcela z Chauria.
Marcela imieniny obchodzi 31 stycznia i 28 lipca.

## Osoby noszące imię Marcela
- Marcela Starsza
- Marcela Młodsza
- Wipsania Marcela Agrypina